# Bojana Milenković
Bojana Milenković (serbisch-kyrillisch Бојана Миленковић; * 6. März 1997 in Belgrad) ist eine serbische Volleyballspielerin.

## Karriere
Bojana Milenković spielt seit 2016 als Außenangreiferin in der serbischen Nationalmannschaft. Sie wurde 2018 Weltmeisterin in Japan und gewann bei den Olympischen Spielen 2021 in Tokio die Bronzemedaille. Außerdem wurde Milenković 2014 U19-Europameisterin sowie 2017 und 2019 Europameisterin. Milenković spielte bei folgenden Vereinen: OK Roter Stern Belgrad (serbische Pokalsiegerin), Savino Del Bene Scandicci, Altai VC und CS Volei Alba-Blaj (rumänische Pokalsiegerin). Seit 2021 spielt sie in Polen bei Chemik Police.